# Adriapontia freidbergi
Adriapontia freidbergi är en tvåvingeart som beskrevs av Ozerov 2000. Adriapontia freidbergi ingår i släktet Adriapontia och familjen svängflugor.
Artens utbredningsområde är Tanzania. Inga underarter finns listade i Catalogue of Life.